# Menomonie
Menomonie é uma cidade localizada no estado norte-americano de Wisconsin, no Condado de Dunn.

## Demografia
Segundo o censo norte-americano de 2000, a sua população era de 14.937 habitantes.
Em 2006, foi estimada uma população de 15.318, um aumento de 381 (2.6%).

## Geografia
De acordo com o United States Census Bureau tem uma área de
37,8 km², dos quais 33,3 km² cobertos por terra e 4,5 km² cobertos por água.

## Localidades na vizinhança
O diagrama seguinte representa as localidades num raio de 20 km ao redor de Menomonie.